# Mercado do Bom Sucesso

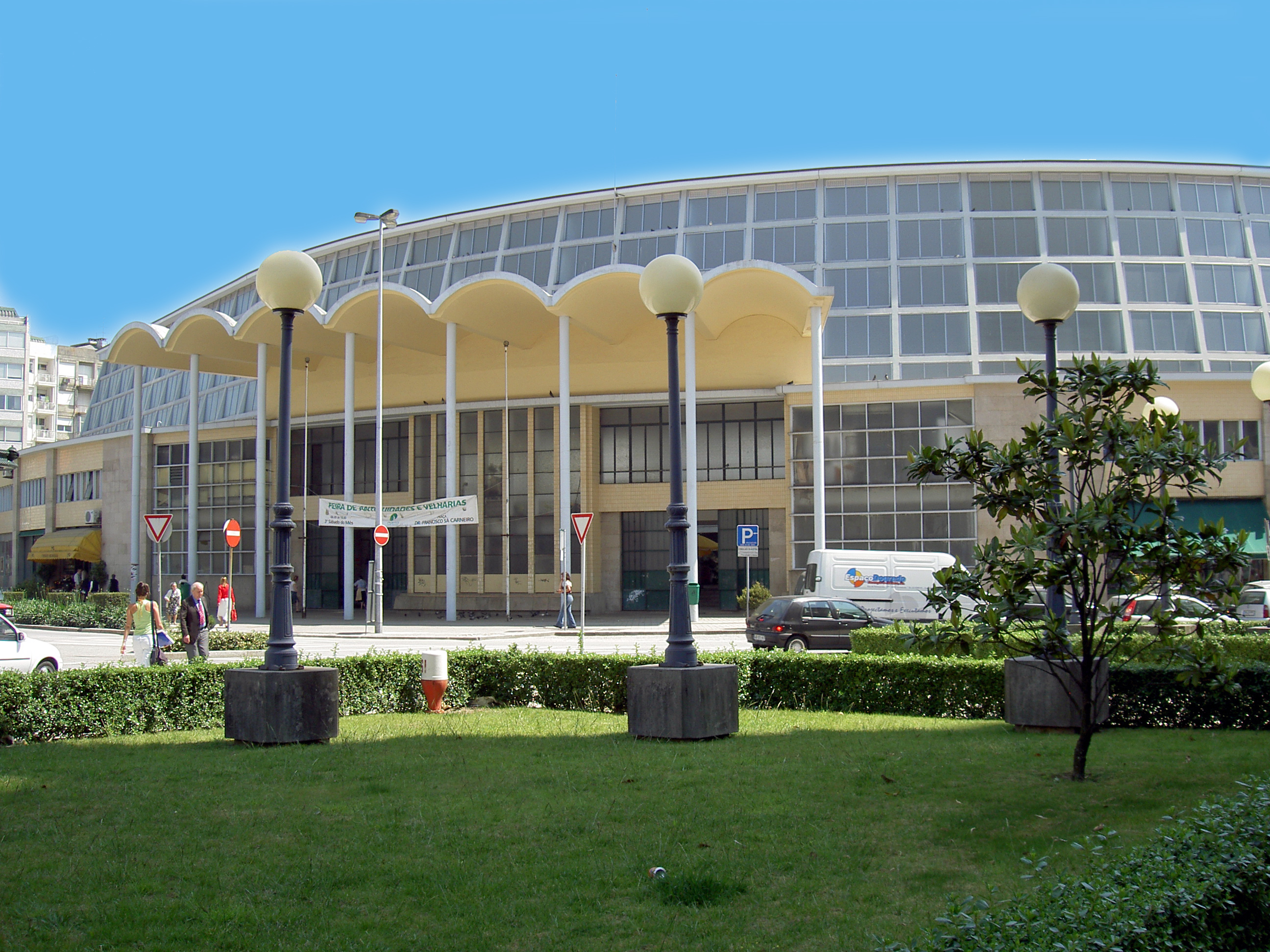

O Mercado do Bom Sucesso é um edifício no Porto. Foi inaugurado em 1952 como mercado de frescos, com projeto da autoria do gabinete ARS Arquitectos. Em 2011 foi classificado como monumento de interesse público. No mesmo ano foi encerrado para obras, tendo sido reaberto em 2013 como galeria comercial, com lojas de restauração, escritórios e um hotel.

## Localização
O Mercado do Bom Sucesso situa-se no Porto, freguesia de Massarelos, sendo acessível pela Praça do Bom Sucesso ou pelo Largo de Ferreira Lapa.

## História
Na sequência da construção do Mercado Municipal de Matosinhos, a Câmara Municipal do Porto contratou a empresa ARS Arquitectos, dos Arquitetos Fortunato Cabral, Cunha Leão e Morais Soares, para desenhar um novo mercado municipal para a cidade. O edifício foi projetado em 1949, as obras iniciaram-se em 1951 e a inauguração aconteceu no ano seguinte. O novo edifício seria marcado por uma conceção arquitetónica moderna, com estrutura em betão armado e uma inovadora cobertura abobadada rasgada por grandes envidraçados, permitindo uma boa iluminação natural de todo o espaço.
O edifício foi desenhado com três pisos, de forma a aproveitar o declive natural da área, sendo a sua periferia ocupada por lojas independentes. Outra particularidade do edifício original era a separação zonal do mercado, situando-se a peixaria num nível inferior de forma a permitir um melhor arejamento. No primeiro piso localizava-se ainda uma galeria (que em grande parte sobrevive, depois da remodelação terminada em 2013) que circundava todo o mercado e dava acesso a lojas independentes, como talhos e padarias.

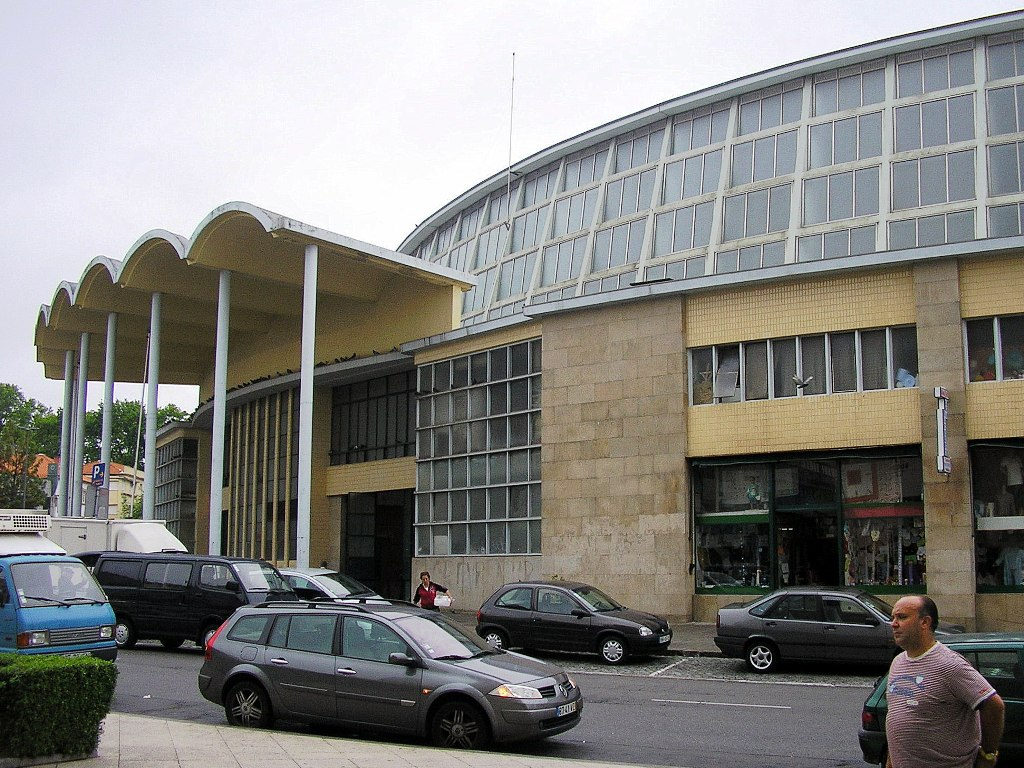
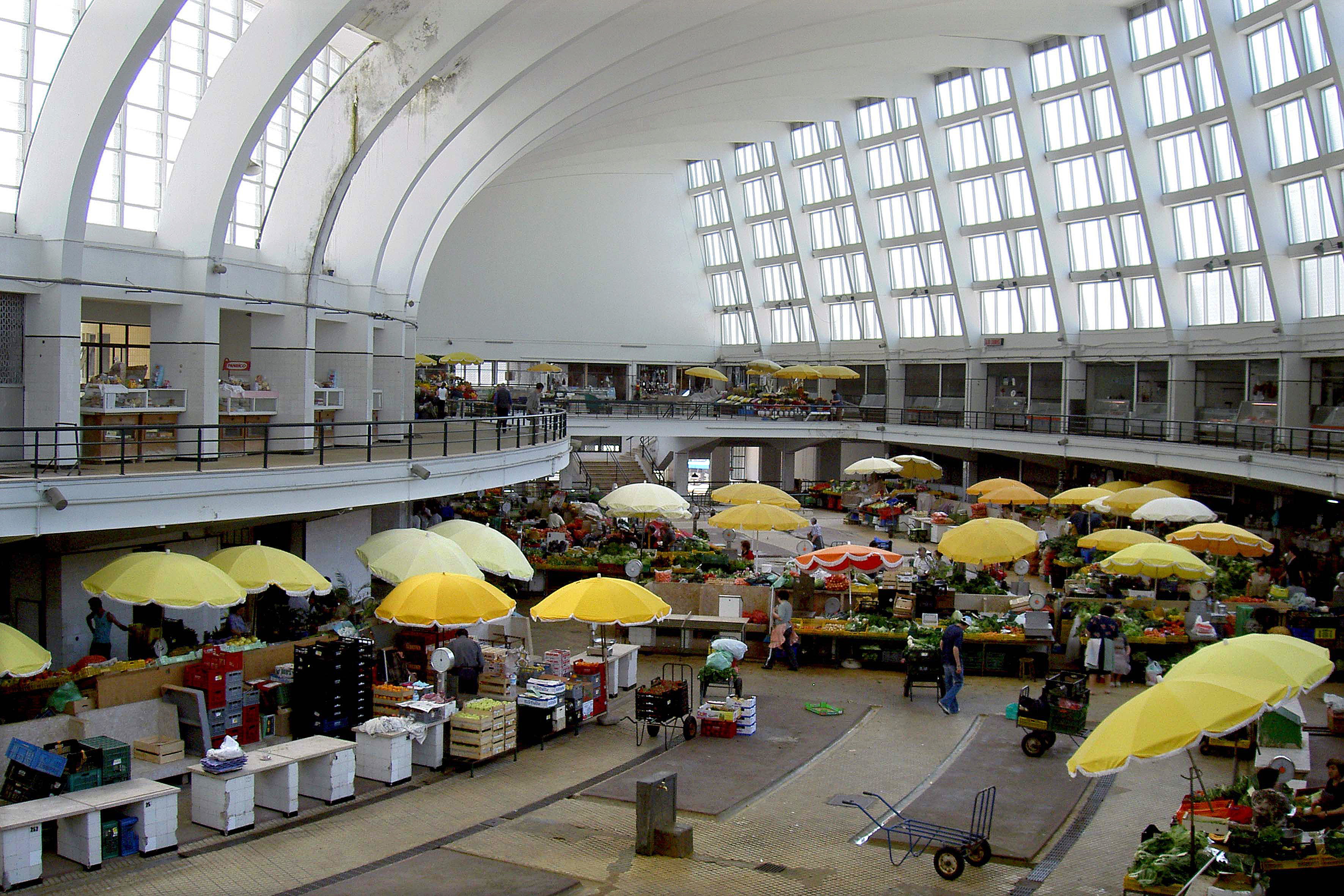
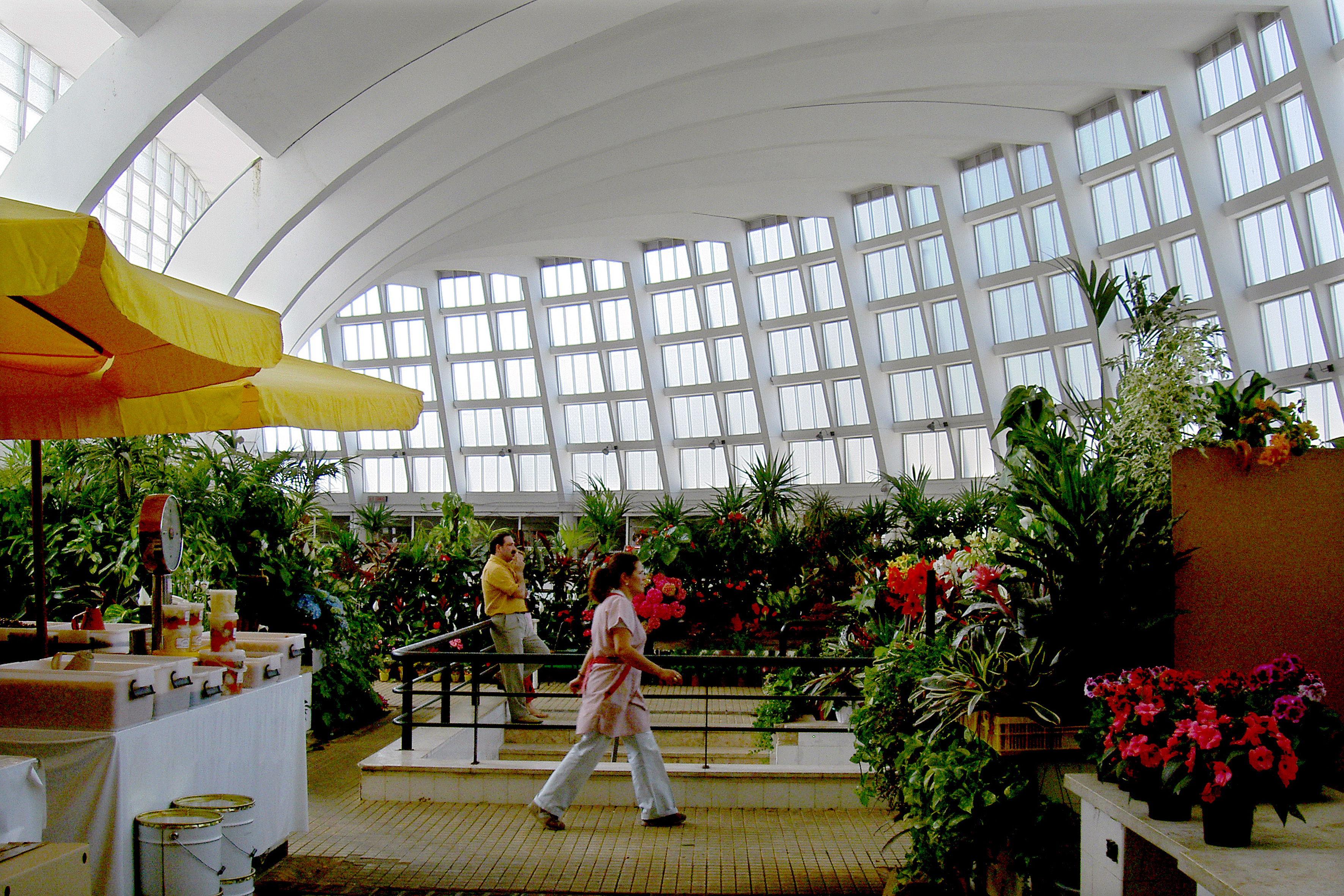

## O novo Bom Sucesso
Em Junho de 2009, o executivo da Câmara Municipal do Porto aprovou a entrega do Mercado do Bom Sucesso a uma empresa privada, a Eusébios, para a construção de um hotel "low cost". O projeto foi aprovado com os votos do PSD, PP e PS e contou com a oposição do Bloco de Esquerda e do PCP. Foi também formado um movimento, Mercado do Bom Sucesso Vivo!, de oposição ao projeto.
Em 25 de Janeiro de 2011 foi assinada a escritura para a cedência do direito nos próximos 50 anos (prorrogáveis por mais 20) de superfície do Mercado do Bom Sucesso à empresa Mercado Urbano (subsidiária da bracarense Eusébios & Filhos, SA).
Depois de ter assinado o contrato com a autarquia, a Mercado Urbano, Gestão Imobiliária SA passou a ser detida em 75% pela construtora Mota-Engil. Com a entrada da Mota-Engil no capital da Mercado Urbana, decidiu-se que "mais de 50%" da área destinada a escritórios seria ocupada pela Fundação Manuel António da Mota.
A recuperação arquitetónica esteve a cargo do gabinete de Arquitetura FA.A (Ferreira de Almeida Arquitetos). Orçada em 10 milhões de euros, a obra começou em agosto de 2012 e, no dia 14 de Junho de 2013, o Bom Sucesso renovado abriu ao público, com 44 bancas no centro do espaço, 14 lojas nos corredores e 12 espaços dedicados à venda de produtos frescos, localizados por debaixo da zona de escritórios (este volume, construído no interior do emblemático edifício, acolhe a Fundação António da Mota). Do outro lado do mercado foi construído um segundo volume onde se localiza o Hotel da Música, um investimento de 8 milhões de euros do grupo Hoti Hotéis, que conta com 85 quartos, o restaurante Bom Sucesso Gourmet – onde, para além da ementa habitual, o chefe confecciona o que os clientes comprarem no mercado..
Em dezembro de 2019, a Mota-Engil, que detinha a concessão do Mercado do Bom Sucesso, anunciou que ia deixar de gerir a estrutura, passando para as mãos de uma parceria entre a Mercado Prime, estrutura empresarial pertencente ao Grupo Amorim, e a Sonae Sierra. O pedido de licenciamento para a requalificação do mercado, que prevê a instalação de um 'Continente Bom Dia' e de um total de 26 bancas e 40 lojas e restaurantes, foi deferido pela Câmara do Porto em Março de 2021. No total serão 26 bancas, 40 lojas e restaurantes (exteriores e interiores), servidos por uma 'seating área'.

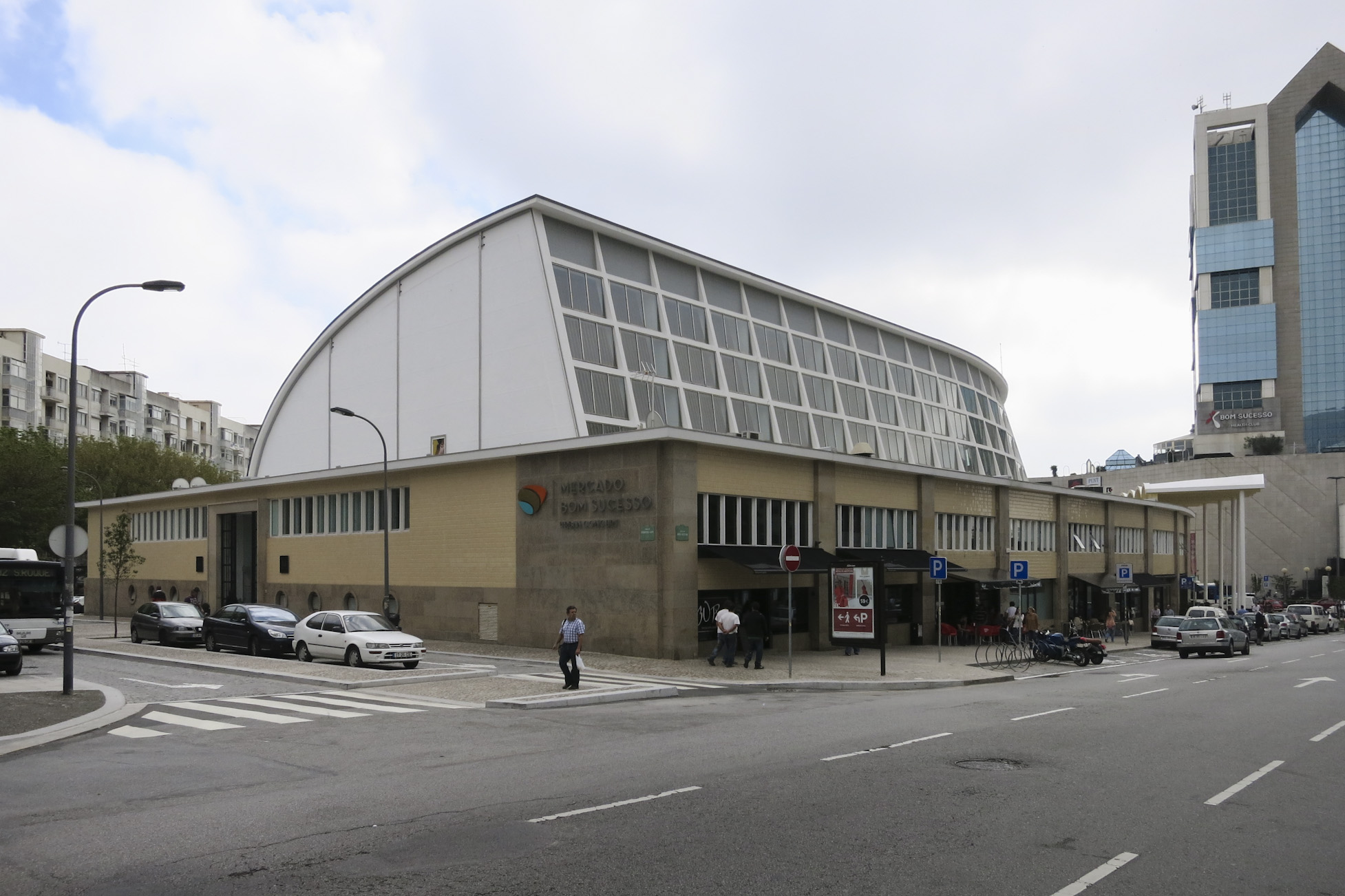
2013
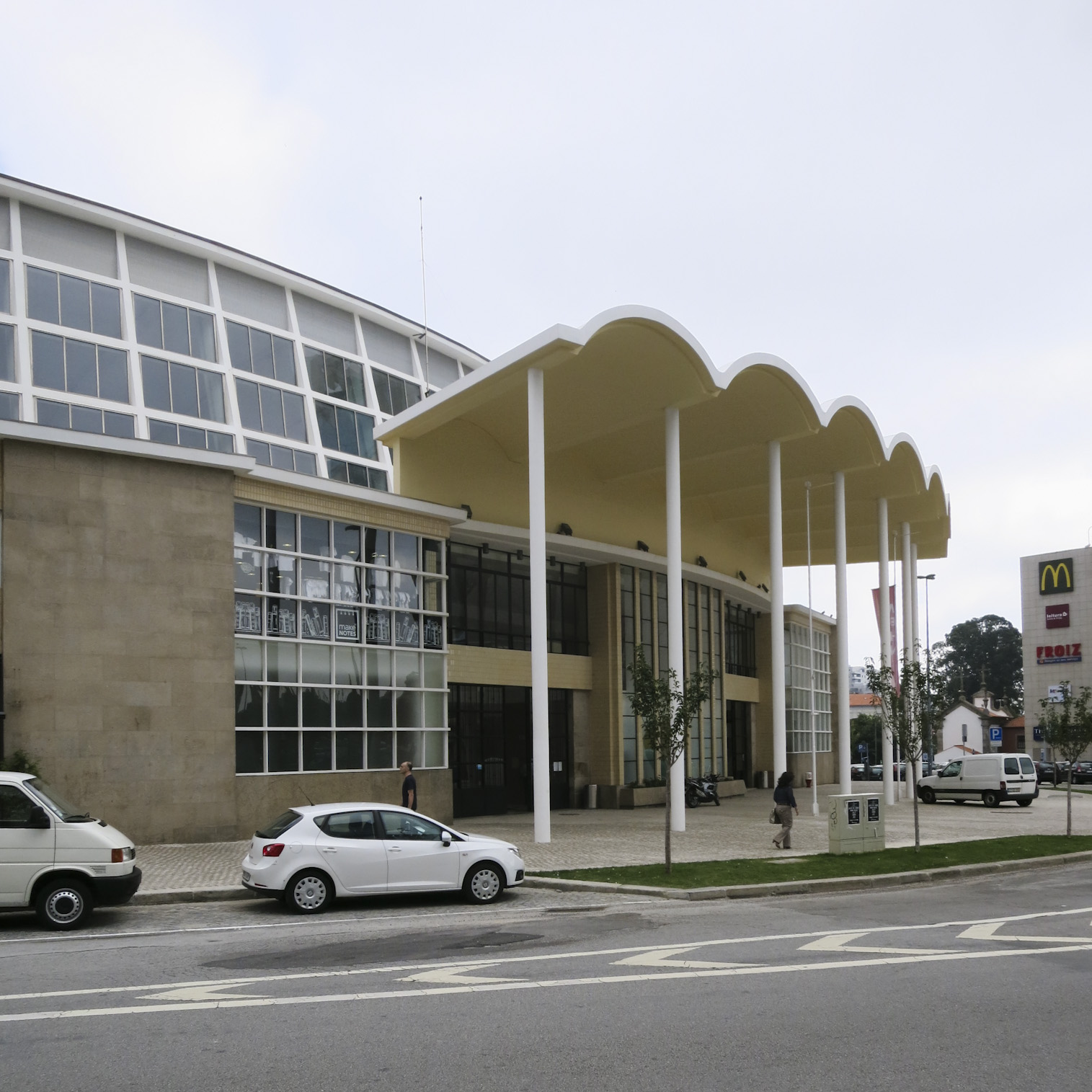
2013
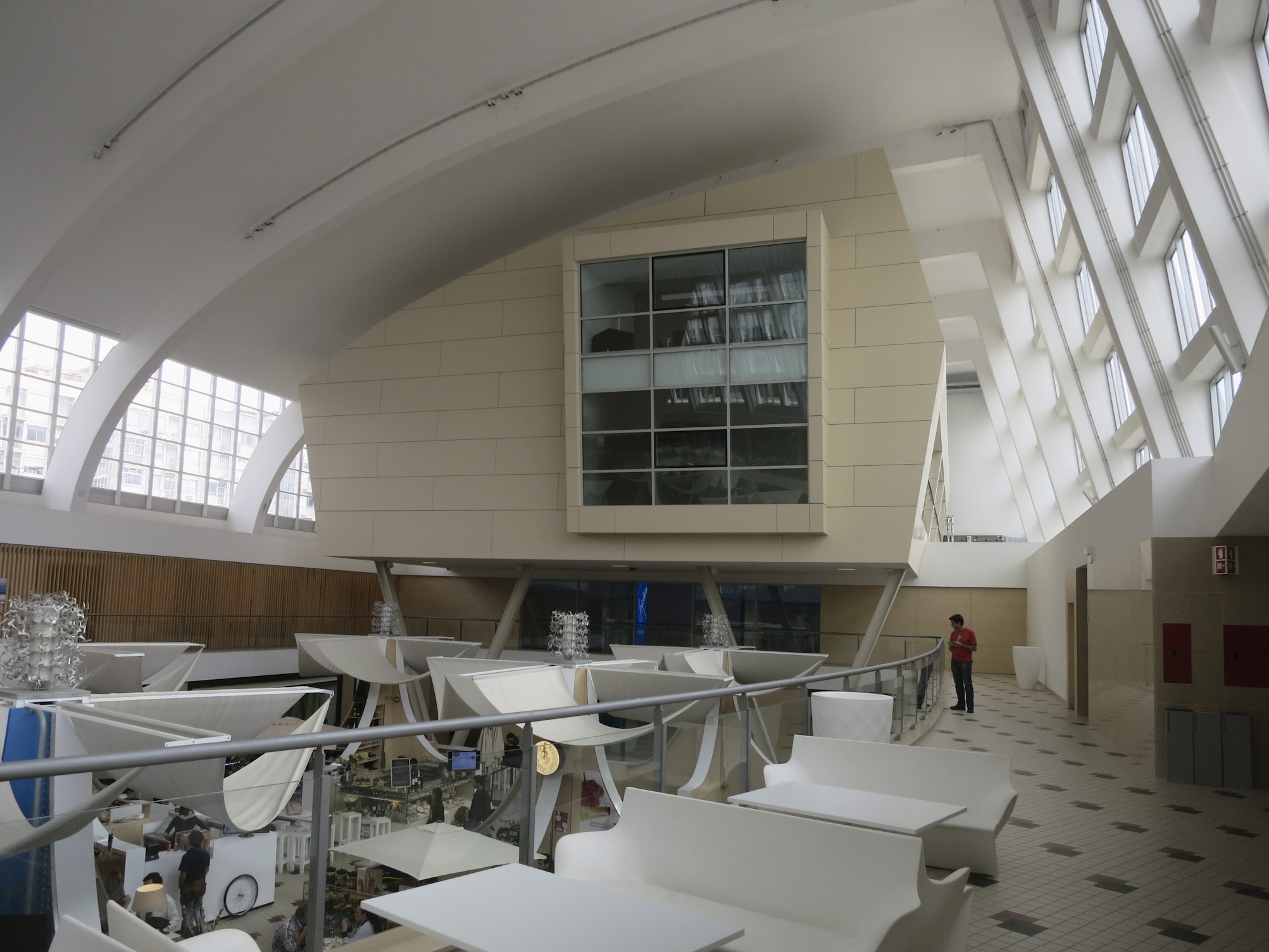
Fundação António da Mota (ao fundo), 2013
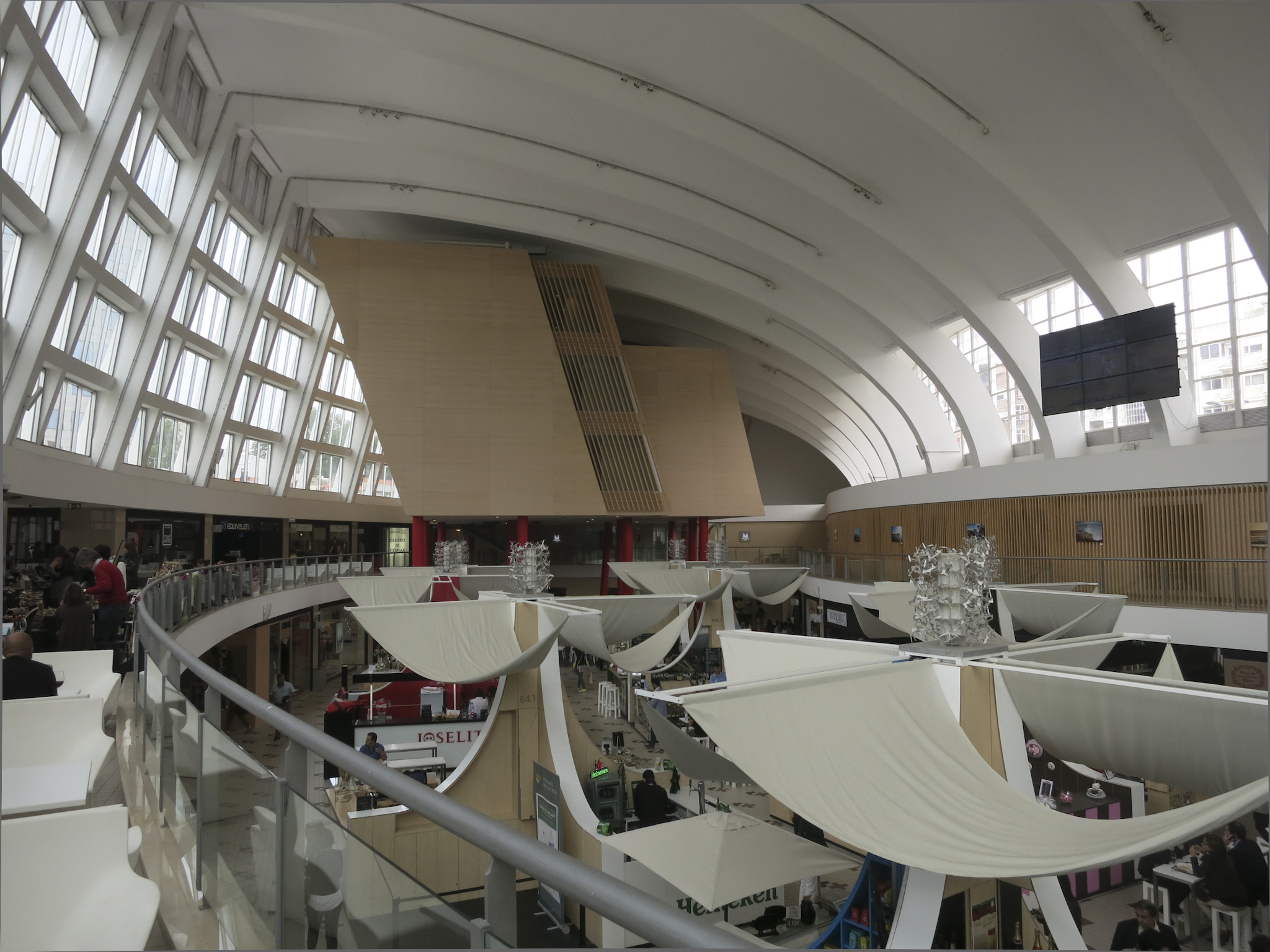
Hotel da Música (ao fundo), 2013
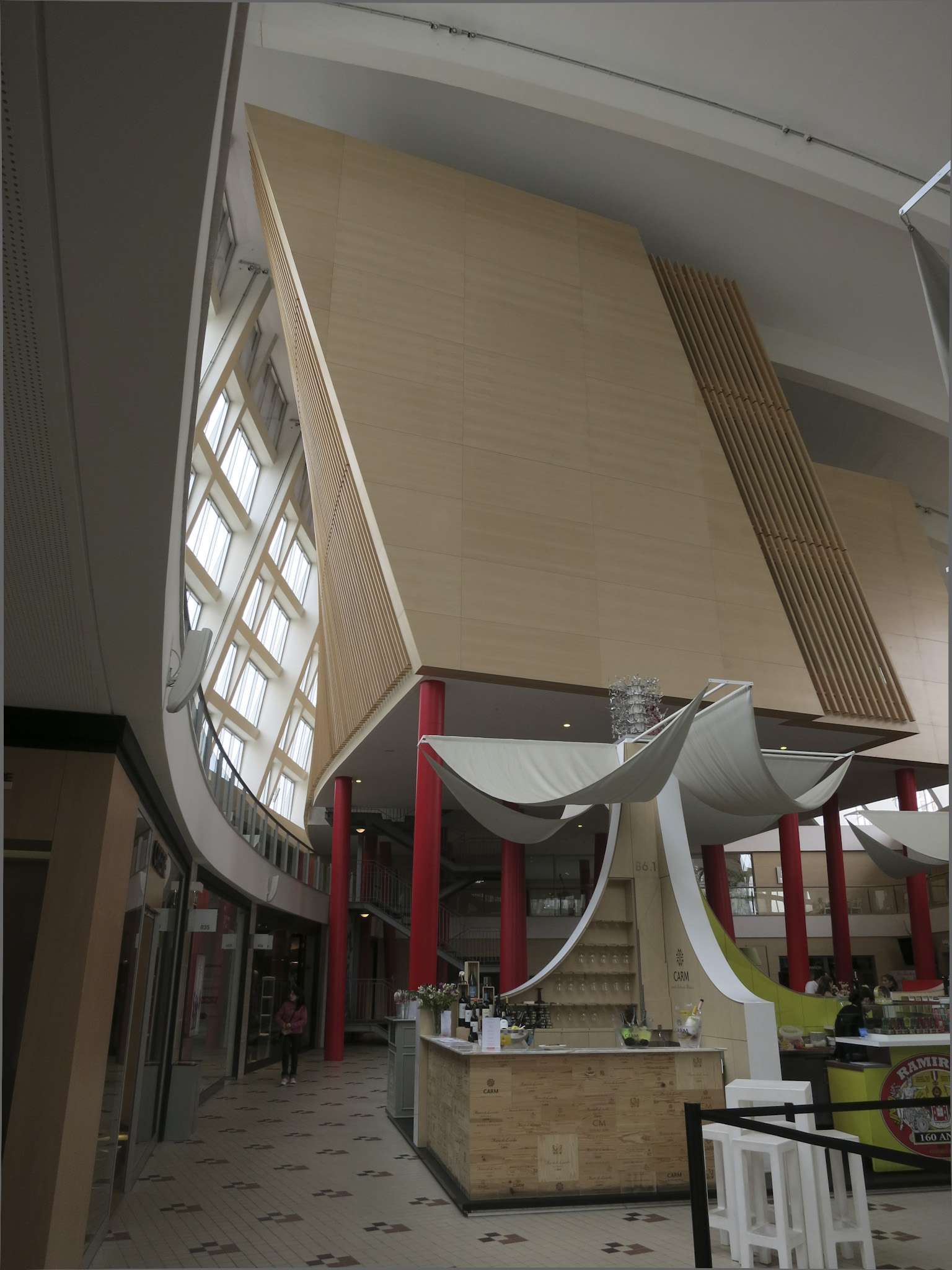
Hotel da Música, 2013
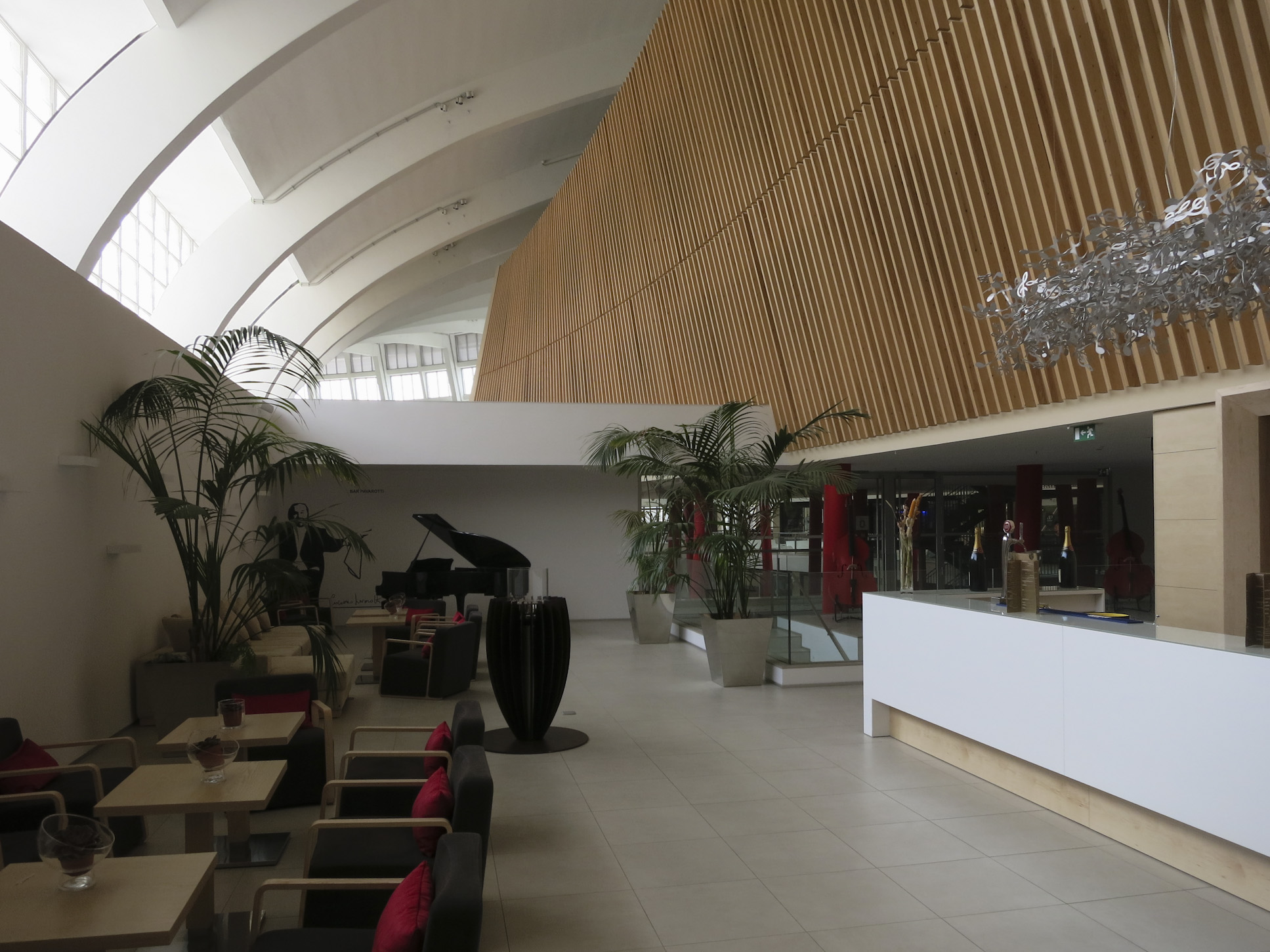
Bar do Hotel da Música, 2013